# Marc Larumbe
Marc Larumbe Gonfaus (nacido el 30 de mayo de 1994 en Barcelona, España) es un jugador de waterpolo español.

## Internacional
Es medalla de plata en el Europeo de Barcelona 2018.

## Participaciones en Juegos Olímpicos
- Tokio 2020, puesto 4.